# Chi Chi
Chi Chi è un singolo del cantante statunitense Trey Songz, in collaborazione con Chris Brown, pubblicato il 9 febbraio del 2019.
Si tratta della settima collaborazione ufficiale tra i due cantanti, che duettarono precedentemente nel brano Wait di Brown, contenuto nell'album Graffiti, nel remix ufficiale del singolo Celebration di Tank, nel brano Songs On 12 Play di Brown contenuto nell'album X, nel remix ufficiale del singolo Dangerous di David Guetta, in uno dei remix ufficiali del singolo di Brown Back to Sleep, e nel brano Don't Say Shit di Songz.

## Pubblicazione
Nel gennaio 2019 Songz fece ascoltare in anteprima in una diretta Instagram due brani in duetto con Brown, uno con un sound più hip-hop (Chi Chi) ed una più R&B intitolata Ain't No Thing. Il mese successivo Songz decise di pubblicare Chi Chi come singolo ufficiale.

## Tracce
- Download digitale

1. Chi Chi (featuring Chris Brown) – 2:19

## Classifiche
| Classifica (2019) | Posizione massima |
| ----------------- | ----------------- |
| Nuova Zelanda     | 49                |
| Stati Uniti       | 95                |
| Stati Uniti (R&B) | 47                |